# Aderstedt (Bernburg)
Aderstedt ist seit dem 1. Januar 2003 ein Ortsteil der Kreisstadt Bernburg (Saale) im Salzlandkreis in Sachsen-Anhalt.

## Geographie
Aderstedt liegt circa sieben Kilometer südwestlich von Bernburg an einer Verbindungsstraße, die von der Bundesstraße 185 nach Plötzkau abzweigt. Durch seine Lage am Westhang der Saale, einem früheren Weinanbaugebiet, hat man von Aderstedt aus einen weiten Blick über die Saaleaue.

## Geschichte
Die erste urkundliche Erwähnung von Aderstedt erfolgte in einer Schenkungsurkunde des Königs Heinrich IV. vom 20. August 1063, in der er den im Schwabengau gelegenen Ort an Bischof Burchard II. von Halberstadt gab, der den Besitz 1086 dem Benediktinerorden schenkte. Von nun ab erfolgt die Verwaltung Aderstedts durch das Kloster St. Peter und Paul in Ilsenburg (Harz). Das Gut Aderstedt wurde zu einem wichtigen Besitz der Ilsenburger Abtei und Ausgangspunkt ihrer Kirchenpolitik, es stützte 500 Jahre lang Ilsenburgs ökonomische und politische Macht an der Saale, im Herrschaftsbereich der askanischen Grafen und späteren Fürsten und Herzöge von Anhalt.
Nach Aufzeichnungen aus dem Jahre 1517 besaß der Klosterhof eine Schänke, die sich auf dem Gelände südlich des heutigen Kirchhofes befand und mit Bier aus der Hofbrauerei versorgt wurde. Um zur Schänke zu gelangen, mussten die Gäste über den Friedhof gehen, was ihnen besonders abends Angst machte. Aus diesem Grund wurde das Schankrecht geändert und das Gasthaus bald darauf ins Dorf verlegt. Durch die Zerstörung des Klosters Ilsenburg im Bauernkrieg und die spätere Säkularisation erreichte Aderstedt schließlich eine gewisse Eigenständigkeit. 1550 und 1565 wütete die Pest in Aderstedt.
Nach der Einführung der Reformation wurde der Ort protestantisch und ging 1580 durch Verkauf in den Besitz von Fürst Joachim Ernst von Anhalt über. Im Dreißigjährigen Krieg wurde Aderstedt von verschiedenen Parteien in den Jahren 1635 und 1644 mehrfach verwüstet. Der Wiederaufbau der Dorfkirche zog sich bis 1666 hin.
Seit 1803 gehörte die Gemeinde zum Fürstentum Anhalt-Bernburg, das 1863 nach dem Erlöschen der Linien Anhalt-Bernburg und Anhalt-Köthen zu einem vereinigten Herzogtum Anhalt vereinigt wurde. 1918 wurde Anhalt zu einem Freistaat in der Weimarer Republik. Seit dem 1. Januar 2003 gehört Aderstedt als Ortsteil zur Verwaltungsgemeinschaft Bernburg an der Saale und wird durch eine Ortsbürgermeisterin verwaltet.

## Kultur und Sehenswürdigkeiten

### Bauwerke
Das bedeutendste Bauwerk Aderstedts ist die neoromanische Pfarrkirche St. Paul (früher St. Hypolyt), deren älteste Bauteile aus dem 13. Jahrhundert stammen. Die beiden landschaftsprägenden, schlanken, 36 m hohen Türme wurden 1860–1861 während eines umfassenden Umbaus durch Albrecht Hummel, einen Bauleiter von Ferdinand von Quast, auf Wunsch der Fürstin Friederike von Anhalt-Bernburg seitlich des alten Westwerks eingebaut (Weihe am 31. Oktober 1861). Von der früheren Ausstattung sind zwei romanische Portale erhalten. Das nördliche ist ein qualitätvolles Säulenportal mit Würfelkapitellen, Eckmasken und Schachbrettfries. Die Glocke im Turm wurde im 13. Jahrhundert gegossen. Weiterhin sind zwei Grabsteine aus der Renaissance sowie auf dem Kirchhof spätbarocke und klassizistische Grabsteine erhalten.
Erwähnenswert sind außerdem verschiedene barocke Bauerngehöfte, der Aderstedter Reiterhof und die Grabstelle auf dem Ortsfriedhof für einen namentlich bekannten polnischen Zwangsarbeiter, der auf dem Gut Meißner eingesetzt war und vom Ortspolizisten wegen angeblichen Fluchtversuchs erschossen wurde.

### Regelmäßige Veranstaltungen
Jährlich findet das Strengefest statt, das nach der Strenge, einem Altarm des Flusses Saale, benannt ist.